# Dokumentenqualität
Dokumentenqualität bezeichnet im Projektmanagement die Qualität von schriftlichen Arbeitsergebnissen (Dokumenten) auf Basis von definierten Kriterien.
Die hier aufgeführten üblichen Prinzipien der Dokumentenqualität lassen sich auch auf andere Arbeitsbereiche der Qualitätssicherung übertragen.

## Kriterien

### Verständlichkeit
Dokumente sind verständlich, wenn sachkundige Leser den Inhalt des Dokumentes unter Berücksichtigung seines Zwecks verstehen können. Dies bedeutet, dass die mit dem Thema befassten Personen auf Auftraggeber- und Auftragnehmerseite die Inhalte verstehen müssen. Es ist nicht notwendig, dass beispielsweise ein Analysedokument über ein CRM-System auch von einem Mitarbeiter verstanden wird, der nicht am Projekt mitarbeitet und nichts mit CRM-Systemen im Unternehmen zu tun hat.

### Genauigkeit und Widerspruchsfreiheit
Dokumenteninhalte müssen mit ihren verbalen Aussagen und Beschreibungen ausreichend präzise sein, um den gewünschten Gebrauch sicherzustellen. Unschärfen im Dokument sind zu vermeiden, um vom Autor implizite Aussagen zu vermeiden, die vom Leser nicht erkannt werden. Begriff wie „im Allgemeinen“, „meistens“, … sind Indikatoren für Unschärfen in der Formulierung.
Dokumente sollen keine sich entgegenstehenden Aussagen enthalten, sondern konsistent sein. Dokumente sind insbesondere konsistent (korrekt), wenn ihre Inhalte aufeinander abgestimmte Ziele und Realisierungswege verfolgen und die Beschreibung eines Dokumentes mit jeweils geltendem Zustand aller anderen Dokumente übereinstimmt. Die Anforderungen müssen den fachlichen und technische Gegebenheiten entsprechen, anderenfalls wird das falsche System beschrieben.

### Aktualität
Aktualität ist gegeben, wenn die Inhalte von Dokumenten aktuell sind. Dies bedeutet, dass alte Dokumente aktualisiert werden müssen, wenn sich der Sachverhalt ändert und das Dokument noch eine Rolle in dem Projekt spielt. Aus der Problematik der Aktualität von Einzeldokumenten geht man dazu über eine Einzelaussage eines Dokumentes in einer Datenbank, anstatt in einem Dokument zu halten. Damit können die Einzelaussagen/Forderungen/… über den gesamten Lebenszyklus des Projekts oder Produkts behandelt werden. Dies führt auch zu einer Erhöhung der Konsistenz. Beispiele für die Bündelung in einer Datenbank sind Anforderungs- oder Testmanagementtools.

### Identifizierbarkeit und Vollständigkeit
Eindeutige Ansprechbarkeit der Teile von Dokumenten, die Angaben zu einem abgegrenzten Sachverhalt machen. Dokumente gleicher Art (z. B. alle Anforderungsdokumente) sollten in einem Projekt ähnlich gegliedert sein, um die Identifizierbarkeit zu erleichtern. Über Projektgrenzen hinweg klappt das nur selten, weil die Projekte zu verschiedenartig sind.
Vorhandensein der vollständigen Information in einem Dokument, die abhängig von seinem Verwendungszweck zur Behandlung seines Themas nach Umfang und Detaillierungsgrad notwendig ist.

### Konsistenz (Korrektheit)
Dokumente sind konsistent, wenn ihre Inhalte aufeinander abgestimmte Ziele und Realisierungswege verfolgen und die Beschreibung eines Dokumentes mit jeweils geltendem Zustand aller anderen Dokumente übereinstimmt. Korrektheit ist die Abwesenheit von Fehlern.

## Anwendung
Die Kriterien zur Dokumentenqualität werden beim sogenannten Dokumentenreview im Projektmanagement eingesetzt, um Arbeitsergebnisse zu prüfen. Wird die Qualität einer Stelle im Dokument bemängelt, dann muss erklärt werden, warum gegen welches Kriterium verstoßen wird. Dies erleichtert dem Autor die Korrektur insbesondere deshalb, weil im Projekt Mitarbeiter aus völlig unterschiedlichen Arbeitsbereichen zusammenarbeiten, die u. U. noch keine gemeinsame Sprache entwickelt haben.